# Луганка (село)
Лугáнка — село в Україні, у Олександрійському районі Кіровоградської області. Входить до складу Петрівської селищної громади. Населення становить 1283 осіб. Орган місцевого самоврядування — Петрівська селищна рада.

## Населення
Згідно з переписом УРСР 1989 року чисельність наявного населення села становила 1255 осіб, з яких 601 чоловік та 654 жінки.
За переписом населення України 2001 року в селі мешкали 1283 особи.

### Мова
Розподіл населення за рідною мовою за даними перепису 2001 року:
| Мова       | Відсоток |
| ---------- | -------- |
| українська | 94,93 %  |
| російська  | 2,96 %   |
| молдовська | 0,39 %   |
| білоруська | 0,08 %   |
| польська   | 0,08 %   |
| інші       | 1,56 %   |